# Ciavaldini
Ciavaldini je priimek več oseb:
- Louis-Micaëllo-Lucien-Joseph-Claude Ciavaldini, francoski general
- Paul Ciavaldini, francoski general